# Giovanni Battista Angioletti
Giovanni Battista Angioletti (ur. 27 listopada 1896 w Mediolanie, zm. 3 sierpnia 1961 w Santa Maria la Bruna) – włoski dziennikarz i pisarz.

## Życiorys
Giovanni Battista Angioletti urodził się w Mediolanie. Obdarzony inteligencją i zmysłem analitycznym, początkowo zamierzał studiować inżynierię. Na przeszkodzie ambitnym planom stanęła jednak I wojna światowa. Został powołany do służby w artylerii. W końcu zdecydował się na zawód dziennikarza i twórczość literacką. Działał jako wydawca pisma L'Italia Letteraria. Pisał również dla Corriere della Sera. Założył swoje własne pismo Trifalco. W latach 30. XX w. był wykładowcą na uniwersytetach w Dijon i Besançon we Francji. Był dyrektorem włoskich instytutów kulturalnych w Pradze i Paryżu. Przez wiele lat sprawował funkcję sekretarza Sindacato Nazionale Scrittori Italiani. Zmarł w Santa Maria la Bruna w 1961.

## Twórczość
Twórczość Giovanniego Battisty Angiolettiego obejmowała teksty dziennikarskie i fikcję literacką. Był laureatem nagród literackich, między innymi Premio Bagutta (1928), nagród Stregi (1949) i Viareggio (1960). Wydał utwory fikcjonalne Il giorno del giudizio (1928), Il buon veliero (1930), Il generale in esilio (1938), Donata (1941), Eclisse di luna (1943), La memoria (1949), Narciso (1949) i Giobbe uomo solo (1955). Publikował też eseistykę: Scrittori d’Europa (1928), Servizio di guardia (1932), L’Europa d’oggi (1934), Le carte parlanti (1941), Vecchio continente (1942), L’Italia felice (1947), Inchiesta segreta (1953), L’anatra alla normanna (1957), L’uso della parola (1958), I grandi ospiti (1960), Tutta l’Europa (1961) i Gli italiani sono onesti (1968).